# Seychellen op de Gemenebestspelen

Vlag van de Seychellen

De Seychellen is een van de landen die deelneemt aan de Gemenebestspelen (of Commonwealth Games). Sinds 1990 hebben de Seychellen al negenmaal deelgenomen. In totaal over deze negen edities behaalde de Seychellen zeven medailles.

## Medailles
| Seychellen op de Gemenebestspelen | Seychellen op de Gemenebestspelen | Seychellen op de Gemenebestspelen | Seychellen op de Gemenebestspelen | Seychellen op de Gemenebestspelen | Seychellen op de Gemenebestspelen |
| --------------------------------- | --------------------------------- | --------------------------------- | --------------------------------- | --------------------------------- | --------------------------------- |
| Jaar                              | Goud                              | Zilver                            | Brons                             | Totaal                            | Rang                              |
| 1990                              | -                                 | -                                 | -                                 | -                                 | /                                 |
| 1994                              | -                                 | -                                 | 1                                 | 1                                 | 27                                |
| 1998                              | -                                 | 2                                 | -                                 | 2                                 | 26                                |
| 2002                              | -                                 | -                                 | -                                 | -                                 | /                                 |
| 2006                              | -                                 | -                                 | 2                                 | 2                                 | 34                                |
| 2010                              | -                                 | 1                                 | -                                 | 1                                 | 29                                |
| 2014                              | -                                 | -                                 | -                                 | -                                 | /                                 |
| 2018                              | -                                 | -                                 | 1                                 | 1                                 | 39                                |
| 2022                              | -                                 | -                                 | -                                 | -                                 | /                                 |